# جون ثورنتون (لاعب كرة قاعدة)
جون ثورنتون (بالإنجليزية: John Thornton)‏ هو لاعب كرة قاعدة أمريكي، ولد في 22 مايو 1869 في واشنطن العاصمة في الولايات المتحدة، وتوفي بنفس المكان في 26 أبريل 1935.